# Jugurtha Hamroun
Jugurtha Hamroun (n. 27 ianuarie 1989, Bouzguen, Provincia Tizi Ouzou, Algeria) este un fotbalist algerian ce evoluează în prezent pentru echipa Al Sadd SC.

## Cariera

### EA Guingamp: 2001-2011
Cariera lui Hamroun a început la vârsta de 12 ani, când acesta a fost urmărit, și eventual adus la grupele de juniori ale clubului francez, EA Guingamp. Pe 8 aprilie 2008, când avea 19 ani, acesta a semnat primul contract profesionist al carierei sale, cu aceeași EA Guingamp, la care își făcuse și junioratul, iar în data de 29 august a aceluiași an, Hamroun a debutat în Ligue 2 pentru Guingamp, intrând în minutul 83 al partidei împotriva celor de la CS Sedan Ardennes. Acesta a petrecut următorii 3 ani la echipa din Franța, evoluând în 21 de partide, timp în care nu a reușit să marcheze niciun gol.

### Chernomorets Burgas: 2011-2012
În luna iulie 2011, după ce contractul lui Hamroun cu Guingamp a expirat, acesta a semnat un contract pe 3 ani cu formația bulgară, Chernomorets Burgas. Acesta s-a impus rapid la bulgari, izbutind să înscrie de 6 ori în cele 14 partide disputate, în scurta perioadă de doar 6 luni petrecută acolo.

### Karabukspor: 2012-2014
Datorită prestațiilor bune avute la Chernomorets, Hamroun a început să atragă atenția mai multor cluburi, în cele din urmă fiind vândut în data de 18 ianuarie 2012 la formația turcă, Karabukspor, pentru o sumă de 600.000 de euro. Acesta a debutat 3 zile mai târziu, împotriva celor de la Trabzonspor. A petrecut următorii 2 ani și jumătate în Turcia, marcând 1 singur gol în cele 41 de partide disputate.

### Oțelul Galați: 2015
După despărțirea de Karabukspor, în vara lui 2014, Hamroun a stat timp de 6 luni fără angajament, în luna ianuarie 2015 primind o șansă de la fosta campioană a României în sezonul 2010-2011, în acel moment lanterna roșie a Ligii 1, pentru a ajuta echipa în lupta pentru evitarea retrogradării. Acesta a impresionat în returul de campionat la Galați, evoluând în 11 partide, marcând de 4 ori și reușind și 2 pase decisive, însă Oțelul a retrogratat în Liga a II-a la finele sezonului, Hamroun luând decizia de a nu-și mai prelungi contractul cu gălățenii.

### Steaua București: 2015-2017
Odată cu despărțirea de Oțelul, Hamroun și-a căutat un nou contract, și semnase inițial cu Giresunspor, echipa din liga secundă a Turciei. Acesta însă a reușit să strecoare în contractul său o clauză care îi facilita rezilierea unilaterală a contractului cu turcii, în cazul în care primea o ofertă mai bună din punct de vedere financiar. Astfel, Steaua a intrat pe fir și a reușit să își asigure serviciile mijlocașului algerian, care în data de 8 iulie 2015 a semnat un contract valabil 3 sezoane cu roș-albaștrii. Pe 14 iulie a debutat într-un meci cu AS Trenčín contând pentru al doilea tur preliminar al Ligii Campionilor, marcând de asemenea și al doilea gol al echipei. Pe data de 18 iulie reușește să înscrie și în campionat, de data aceasta în poarta Pandurilor.

### Statistici
La 22 februarie 2016.
| Echipă               | Sezon        | Campionat | Campionat | Cupă    | Cupă   | Cupa Ligi | Cupa Ligi | Europa  | Europa | Altele  | Altele | Total   | Total  | Total |
| Echipă               | Sezon        | Meciuri   | Goluri    | Meciuri | Goluri | Meciuri   | Goluri    | Meciuri | Goluri | Meciuri | Goluri | Meciuri | Goluri |       |
| -------------------- | ------------ | --------- | --------- | ------- | ------ | --------- | --------- | ------- | ------ | ------- | ------ | ------- | ------ | ----- |
| Guingamp B           | 2008–09      | ?         | ?         | ?       | ?      | -         | -         | -       | -      | -       | -      | ?       | ?      |       |
| Guingamp B           | 2009–10      | ?         | ?         | ?       | ?      | -         | -         | -       | -      | -       | -      | ?       | ?      |       |
| Guingamp B           | 2010–11      | ?         | ?         | ?       | ?      | -         | -         | -       | -      | -       | -      | ?       | ?      |       |
| Total                | Total        | 40        | 8         | 0       | 0      | -         | -         | -       | -      | -       | -      | 40      | 8      |       |
| Guingamp             | 2008–09      | 2         | 0         | 0       | 0      | 0         | 0         | -       | -      | -       | -      | 2       | 0      |       |
| Guingamp             | 2009–10      | 16        | 0         | 2       | 0      | 2         | 0         | 2       | 0      | -       | -      | 22      | 0      |       |
| Guingamp             | 2010–11      | 3         | 0         | 0       | 0      | 1         | 2         | -       | -      | -       | -      | 4       | 2      |       |
| Total                | Total        | 21        | 0         | 2       | 0      | 3         | 2         | 2       | 0      | -       | -      | 28      | 2      |       |
| Chernomorets Burgas  | 2011–12      | 14        | 7         | 0       | 0      | -         | -         | -       | -      | -       | -      | 14      | 7      |       |
| Total                | Total        | 14        | 7         | 0       | 0      | -         | -         | -       | -      | -       | -      | 14      | 7      |       |
| Kardemir Karabükspor | 2011–12      | 8         | 0         | 3       | 0      | -         | -         | -       | -      | -       | -      | 11      | 0      |       |
| Kardemir Karabükspor | 2012–13      | 20        | 0         | 4       | 1      | -         | -         | -       | -      | -       | -      | 24      | 1      |       |
| Kardemir Karabükspor | 2013–14      | 13        | 1         | 2       | 1      | -         | -         | -       | -      | -       | -      | 15      | 2      |       |
| Total                | Total        | 41        | 1         | 9       | 2      | -         | -         | -       | -      | -       | -      | 50      | 3      |       |
| Oțelul Galați        | 2014–15      | 11        | 4         | -       | -      | -         | -         | -       | -      | -       | -      | 11      | 4      |       |
| Total                | Total        | 11        | 4         | -       | -      | -         | -         | -       | -      | -       | -      | 11      | 4      |       |
| Steaua București     | 2015–16      | 17        | 5         | 2       | 0      | 0         | 0         | 5       | 2      | -       | -      | 24      | 7      |       |
| Total                | Total        | 17        | 5         | 2       | 0      | 0         | 0         | 5       | 2      | -       | -      | 24      | 7      |       |
| Career Total         | Career Total | 144       | 25        | 13      | 2      | 3         | 2         | 7       | 2      | -       | -      | 167     | 31     |       |

## Echipa națională
În data de 22 decembrie 2009, Hamroun a fost chemat în premieră la lotul U-23 al Algeriei de către selecționerul Abdelhak Bencheikha, pentru a lua parte la un cantonament de o săptămână în Alger. În octombrie 2011, după o formă foarte bună arătată la Chernomorets, marcând de 4 ori în ultimele 8 partide, Hamroun a fost chemat din nou la lotul U-23, după o absență de aproape 2 ani. Pe 15 noiembrie 2011, acesta a debutat la lotul de tineret al Algeriei, intrând în teren pe parcursul reprizei secunde împotriva echipei U-23 a Africii de Sud. O zi mai târziu, acesta a fost trecut pe lista jucătorilor ce se vor afla în lotul Algeriei la Cupa Africii U-23, din Maroc.

## Viața personală
Jugurtha Hamroun a fost născut în orașul algerian, Bouzeguene, în Provincia Tizzi Ouzou. La vârsta de 5 ani s-a mutat împreună cu familia la Paris, în suburbiile estice ale orașului.

## Titluri

### Club
Guingamp
- Coupe de France: 2008–2009

Steaua București
- Cupa Ligii: 2015-2016

## Legături externe
- Profilul lui Jugurtha Hamroun pe Soccerway